# Calosoma vagans
Calosoma vagans is een keversoort uit de familie van de loopkevers (Carabidae). De wetenschappelijke naam van de soort is voor het eerst geldig gepubliceerd in 1831 door Dejean.
De kever wordt 22 tot 28 millimeter lang.
De soort komt voor in Chili en Argentinië.